# Vanessa Marques
Vanessa Marques (Lione, 12 aprile 1996) è una calciatrice portoghese, centrocampista del Braga e della nazionale portoghese.

## Palmarès
- Campionato portoghese: 1

Braga: 2018-2019
- Supercoppa del Portogallo femminile: 1

Braga: 2018